# 马缨杜鹃
马缨杜鹃（学名：Rhododendron delavayi）为杜鹃花科杜鹃花属下的一个种。

## 扩展阅读
- 維基物種上的相關：马缨杜鹃